# Нефьодов Олександр Іванович
Олександр Іванович Нефьодов (рос. Александр Иванович Нефёдов; нар. 31 липня 1931, Москва, СРСР) — радянський футболіст, півзахисник. У Вищій лізі СРСР зіграв 1 матч.

## Життєпис
У 1954 році виступав за московський «Хімік», в його складі посів третє місце в зональному турнірі класу «Б» і став чвертьфіналістом Кубку СРСР, брав участь в матчі 1/4 фіналу, в якому «Хімік» поступився ленінградському «Зеніту». Наступного року грав за івановське «Червоне знамя» і забив 8 м'ячів у 29 матчах.
У 1956 році виступав за московське «Торпедо». Єдиний матч у вищій лізі зіграв 16 липня 1956 року проти тбіліського «Динамо». За дублюючий склад «Торпедо» провів 20 матчів і відзначився 8 голами. У тому ж сезоні виступав за автозаводців Горького.
У 1957-1958 роках грав у першій лізі за дніпропетровський «Металург», взяв участь у 60 матчах та відзначився 6 голами. В останні роки своєї кар'єри грав за «Трудові Резерви» з Курська і владивостоцький «Промінь». Завершив кар'єру у віці 30 років.